# Pyramaze
Pyramaze es una banda danesa de power metal épico, formada en el año 2001.

## Historia
Su fundador fue el guitarrista Michael Kammeyer, y contaba en un principio con el baterista Morten Gade Sørensen (proveniente de Wuthering Heights), y el bajista Niels Kvist. Luego se uniría el teclista estadounidense Jonah Weingarten, y el vocalista, también de procedencia norteamericana, Lance King, ex-Balance of Power.
La primera presentación de la banda tuvo lugar el 23 de abril de 2004 en Minneapolis, Minnesota, Estados Unidos. Lanzaron su álbum debut en mayo de 2004, titulado Melancholy Beast, seguido por una gira. Durante ese tiempo, el guitarrista danés Toke Skjønnemand se unió a la agrupación.
En febrero de 2006, la banda lanzó su segundo trabajo, Legend of the Bone Carver, un disco conceptual que fue muy bien recibido por los fanáticos. En noviembre de 2006, se anunció que el vocalista Lance King dejaría la agrupación, por lo que Matt Barlow (ex-Iced Earth) volvió a la escena del metal, tomando el lugar de King.
El 11 de diciembre de 2007, el guitarrista Jon Schaffer anunció en su página web que Barlow se reuniría nuevamente con Iced Earth. Poco tiempo después el sitio oficial de Pyramaze indicaba que Barlow finalizaría la grabación del nuevo material de la banda, llamado Immortal, y luego volvería a trabajar junto a Iced Earth. En 2008, el cantante Urban Breed llegó a la agrupación para reemplazar a Barlow. Sin embargo, abandonó la formación en 2011.
Entre 2011 y 2015 la banda entró en un periodo de inactividad, hasta que el vocalista Terje Haroy ingresó en la formación para grabar el álbum Disciples of the Sun. Dos años después fue publicado un nuevo disco, titulado Contingent.

## Miembros

### Miembros actuales
- Terje Harøy - voz
- Morten Gade Sørensen − Batería
- Jonah Weingarten − Teclado
- Jacob Hansen - Guitarra

### Miembros antiguos
- Lance King - Voz
- Matt Barlow - Voz
- Urban Breed − Voz
- Michael Kammeyer − Guitarra
- Niels Kvist − Bajo
- Toke Skjønnemand − Guitarra

## Discografía
- Melancholy Beast (2004)
- Legend of the Bone Carver (2006)
- Immortal (2008)
- Disciples of the Sun (2015)
- Contingent (2017)
- Epitaph (2020)
- Bloodlines (2023)